# ンコシ・ンデベレ
ンコシ・ンデベレ（Nkosi Ndebele、1987年?月?日 - ）は、南アフリカの男性総合格闘家。南アフリカヨハネスブルグ出身。南アフリカMMA団体Fightstar FCの元フェザー級王者。
ンコシは王を意味する。

## 来歴
幼少期にヨハネスブルグで育ち。その環境は劣悪だったという。
ギャングの横行、強盗など、高い犯罪率の地域が彼を苦しめていた。
身体能力の高かったンデベレは格闘技を始め、2017年にはフェザー級で南アフリカのアマチュア王者になった。翌年は準優勝であったが、その実績がバーレーンのBRAVE CFの目にとまり契約。プロとしてのキャリアを2018年からスタートする。
2023年12月15日にホセ・トーレスに勝利し、BRAVE CFのバンタム級王者になる。
2025年にPFLと契約。

## 戦績

### プロ総合格闘技
| 総合格闘技 戦績 | 総合格闘技 戦績 | 総合格闘技 戦績 | 総合格闘技 戦績 | 総合格闘技 戦績 | 総合格闘技 戦績 | 総合格闘技 戦績 |
| --------------- | --------------- | --------------- | --------------- | --------------- | --------------- | --------------- |
| 12 試合         | (T)KO           | 一本            | 判定            | その他          | 引き分け        | 無効試合        |
| 9 勝            | 6               | 0               | 3               | 0               | 0               | 0               |
| 3 敗            | 0               | 1               | 2               | 0               | 0               | 0               |